# Boulevardier
Le Boulevardier est un cocktail alcoolisé créé en 1927 comme une variante du Negroni. Sa recette prévoit l'utilisation de whisky bourbon à la place du gin, avec du Campari amer et du vermouth rouge. Le Boulevardier est un cocktail qui est officiellement reconnu par l'IBA.

## Histoire
L'origine du cocktail est attribuée à Harry Mc Elhone, barman du Harry's Bar à Paris. Harry McElhone prépara pour l'écrivain Erskine Gwynne une boisson à base de vermouth doux, de whisky bourbon et de Campari, rapportée dans le livre Barflies and Cocktails de 1927 sous le nom de « Boulevardier » en l'honneur du mensuel de mode Boulevardier édité par le même écrivain,.